# Villingendorf
Villingendorf es un municipio alemán situado en el distrito de Rottweil, en el estado federado de Baden-Wurtemberg. Tiene una población estimada, a mediados de 2022, de 3357 habitantes.